# Ренчно (гміна)
Гміна Ренчно (пол. Gmina Ręczno) — сільська гміна у центральній Польщі. Належить до Пйотрковського повіту Лодзинського воєводства.
Станом на 31 грудня 2011 у гміні проживало 3631 особа.

## Площа
Згідно з даними за 2007 рік площа гміни становила 89.21 км², у тому числі:
- орні землі: 56.00%
- ліси: 38.00%

Таким чином, площа гміни становить 6.24% площі повіту.

## Населення
Станом на 31 грудня 2011:
| Опис     | Загалом | Загалом | Чоловіки | Чоловіки | Жінки | Жінки |
| -------- | ------- | ------- | -------- | -------- | ----- | ----- |
| одиниця  | осіб    | %       | осіб     | %        | осіб  | %     |
| все      | 3631    | 100     | 1820     | 50.12    | 1811  | 49.88 |
| міське   | 0       | 100     | 0        |          | 0     |       |
| сільське | 3631    | 100     | 1820     | 50.12    | 1811  | 49.88 |

## Сусідні гміни
Гміна Ренчно межує з такими гмінами: Александрув, Ленкі-Шляхецькі, Масловіце, Пшедбуж, Розпша, Сулеюв.